# Shanelle Porter
Pour les articles homonymes, voir Porter.
Shanelle Porter (née le 20 janvier 1972 à Vallejo (Californie)) est une athlète américaine spécialiste du 400 mètres. 

## Biographie

### Palmarès
| Date | Compétition                    | Lieu     | Résultat | Épreuve   | Performance   |
| ---- | ------------------------------ | -------- | -------- | --------- | ------------- |
| 1997 | Championnats du monde en salle | Paris    | 2e       | 4 x 400 m | 3 min 27 s 66 |
| 1999 | Championnats du monde en salle | Maebashi | 3e       | 4 x 400 m | 3 min 27 s 59 |
| 1999 | Jeux panaméricains             | Winnipeg | 2e       | 4 x 400 m | 3 min 27 s 50 |

### Records
| Épreuve               | Performance | Lieu    | Date            |
| --------------------- | ----------- | ------- | --------------- |
| 400 mètres            | 51 s 01     | Osaka   | 9 mai 1998      |
| 400 mètres (en salle) | 51 s 83     | Atlanta | 26 février 1999 |